# Paromalus inflatus
Paromalus inflatus är en skalbaggsart som beskrevs av Lewis 1888. Paromalus inflatus ingår i släktet Paromalus och familjen stumpbaggar. Inga underarter finns listade i Catalogue of Life.